# Морозов Олександр Сергійович (пісняр)
Морозов Олександр Сергійович (нар. 20 березня 1948, Окниця, Молдавська РСР) — радянський і російський композитор-пісняр, естрадний співак. Народний артист Російської Федерації (2004). Народний артист України (2004). Народний артист Молдови (2019).

## Біографічні відомості
Навчався в Ленінградському спортивному технікумі, Педагогічному інституті імені Герцена, Ленінградській консерваторії (3 курси).
Перша пісня була написана в 1968 — «Трави пахнуть м'ятою». Виконавцем пісні виступив болгарський співак Борис Гуджунов.
У 1980-ті роки — художній керівник групи «Форум».
Одружений. З 2002 року продюсер і дружина — Паруснікова Марина Олексіївна. Має п'ятьох дітей. Дочки — Олександра і Дарина — співачки, працюють в театрі пісні «Самородок». Старший син Дмитро шансоньє; Іван — продюсер; молодший — Максим.

## Творчість
За 50 років творчої діяльності записав понад 1000 пісень. Серед них: «Малиновий дзвін», «Зорька алая», «Будиночок вікнами в сад», «В світлиці моїй світло», «В краю магнолій», «Душа болить», «Любіть, поки любиться», «Камінці», "Фантазер ", «Мій голуб сизокрилий», «Тато, подаруй мені ляльку», «Плаття», «Блудний син», «За кордон», «Позлітало листя», «Біла ніч».
Свої твори написав у співавторстві з багатьма поетами, серед яких Гліб Горбовський, Анатолій Поперечний, Михайло Андрєєв, Леонід Дербеньов, Ігор Кохановський, Сергій Романов, Юрій Паркаєв, Віктор Гін, Євген Муравйов. Багато творів написано на слова російського поета Миколи Рубцова. За вокальний цикл, написаний на вірші Миколи Рубцова Морозов отримав Всеросійську літературну премію «Зірка полів». Керує театром пісні «Самородок».
Олександр Морозов — постійний лауреат телевізійного пісенного фестивалю в Росії — «Пісня року», і «Шлягер року» в Україні.

У 1987—1992 роки постійно жив і працював в Україні.